# Police Academy 2 – Jetzt geht’s erst richtig los
Police Academy 2 ist ein US-amerikanischer Spielfilm aus dem Jahr 1985. Er setzt den ersten Film der Reihe inhaltlich fort. Der Film startete am 7. Juni 1985 in den bundesdeutschen Kinos.

## Handlung

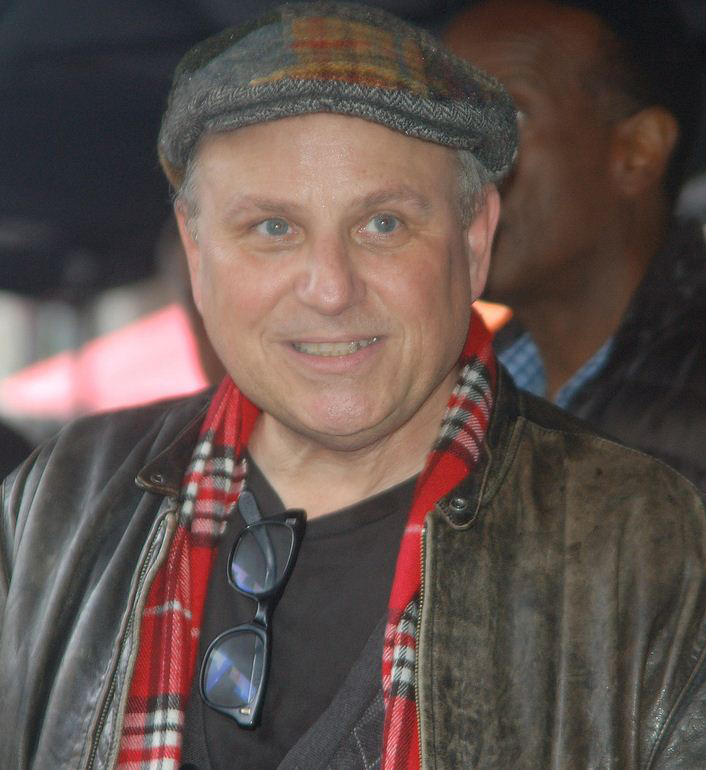
Hat hier seinen ersten Auftritt in der Filmreihe: Bobcat Goldthwait, Darsteller von Zed (hier im Jahr 2006)

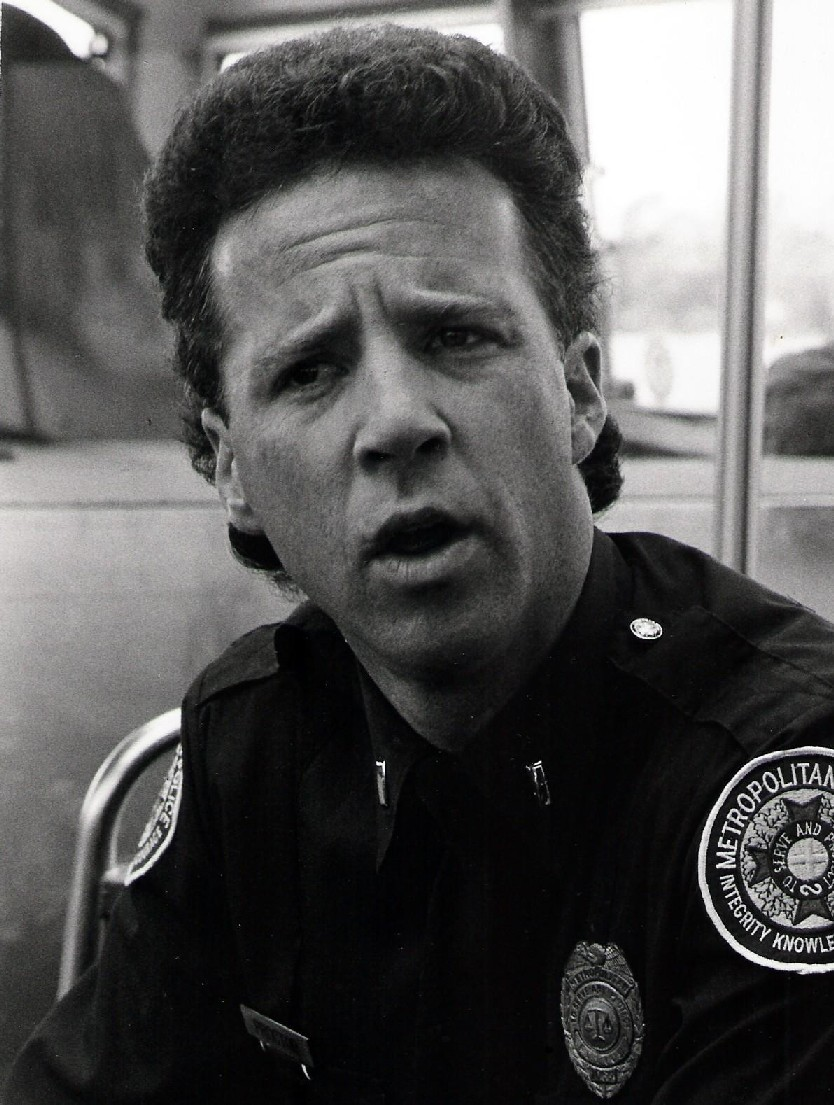
Ebenfalls ab diesem Film fester Bestandteil der Filmreihe: Lance Kinsey

Der 16. Bezirk ist zum schlimmsten in der ganzen Stadt geworden. Die Kriminalität ist um mehr als 20 Prozent gestiegen, Polizisten werden auf offener Straße mit Eiern beworfen. Verantwortlich hierfür ist vor allem die Gang von Zed, welche die ganze Gegend terrorisiert. Der Ladenbesitzer Sweetchuck hat sein Geschäft sogar mit einem unter Strom stehenden Gitter geschützt. Der Leiter des Polizeireviers, Captain Peter „Pete“ Lassard, wird von Commissioner Hurst unter Druck gesetzt, innerhalb von 30 Tagen etwas zu unternehmen – ansonsten wird er seinen Posten verlieren. Der zweithöchste Polizist im Revier, Lieutenant Mauser, ist auf Lassards Posten als Revierchef aus. Hurst sagt ihm den Posten zu, falls Lassard versagen sollte.
Lassard hätte gerne ein Dutzend neue Männer, aber der Commissioner will ihm nur sechs zugestehen. Lassard fragt daher seinen Bruder Eric, Kommandant der Police Academy, um dessen beste Absolventen zu bekommen. Hier kommen die Protagonisten des ersten Films ins Spiel. Es sind Eugene Tackleberry, Carey Mahoney, Moses Hightower, Douglas Fackler, Larvell Jones und Laverne Hooks. Mauser lässt sie spüren, dass er nichts für sie übrig hat.
Die meisten bekommen einen Partner zugeteilt: Der Partner von Jones ist ein älterer Polizist, der recht resolut wirkt. Tackleberry fährt mit Kathleen Kirkland Streife. Fackler bekommt einen typischen donut-essenden Polizisten mittleren Alters als Partner. Die beiden bemerken selbst offensichtlichste Vorgänge nicht. Mahoneys Partner Vinnie Schtulman entpuppt sich als sympathischer Kerl mit unhygienischem Lebensstil. Hooks besetzt die Zentrale, Hightower geht alleine auf Fußstreife.
Bei einem Überfall auf Sweetchucks Geschäft kommen Mahoney und Schtulman zufällig vorbei und rufen Verstärkung. Die Diebe können aber fliehen, und es entwickelt sich durch ein Missgeschick eine Schießerei zwischen den Polizeieinheiten, die in der Zerstörung des Geschäfts endet.
Tackleberry und Kirkland kommen sich näher und bald darauf findet ein erstes Rendezvous statt. Auch der Besuch bei ihren Eltern ist erfolgreich, auch wenn die Familie Kirkland eigenartige Verhaltensweisen hat – so raufen Vater und Sohn fast permanent miteinander. Tackleberry und Kirkland heiraten am Ende des Films.
Die Situation im Bezirk eskaliert weiter. Als Captain Lassard selbst überfallen wird, erklärt er den Verbrechern den Krieg. Daraufhin gelingen den Polizisten zunehmend Verhaftungen, auch wenn alle wegen unzulässiger Verhaftungsmethoden wieder freigelassen werden müssen. Bei einem Gespräch Peter Lassards mit seinem Bruder Eric kommt die Idee auf, ein Straßenfest zu veranstalten, um die Einwohner des Bezirks zu gewinnen.
Das Fest ist zunächst ein voller Erfolg. Als Zed mit seiner Bande auftaucht, brechen allerdings schnell Chaos und Panik aus. Die Bürgermeisterin wird ebenfalls bedrängt, so dass Peter Lassard seinen Posten räumen muss und Mauser Captain wird.
Mahoney beleidigt Mauser und wird suspendiert. Schtulman stellt sich auf seine Seite und muss ebenfalls gehen. Sie beschließen zusammen mit Lassard, eine Undercover-Aktion zu starten. Mahoney knüpft geschickt Kontakt zu Zeds Leuten. Als angebliches ehemaliges Mitglied einer berüchtigten Gang wird er zum Versteck der Bande geführt. Aufgrund eines unter seiner Jacke versteckten Mikrofons mit Aufnahmegerät wird er jedoch von Zed als Polizist enttarnt. Der mithörende Lassard fordert Verstärkung an, zusammen mit den anderen aus der Police Academy gelingt die Festnahme der Bande, so dass Lassard seinen Posten zurückerhält. Kurz darauf heiraten Tackleberry und Kirkland, wobei die Einheit vor der Kirche Spalier steht. 

## Eigenschaften
Nach dem großen Erfolg des ersten Police-Academy-Films wollte man schnell einen weiteren Film drehen, um daran anzuknüpfen. Die Akademie selbst spielt keine nennenswerte Rolle, während der Zuschauer den weiteren Werdegang der Absolventen aus dem ersten Film miterlebt. Dies ist ein signifikanter Unterschied zu den beiden nachfolgenden Filmen, die eher dem ersten Film ähneln. Der Film schlägt daher in den frühen Police-Academy-Filmen etwas aus der Reihe.
Zum ersten Mal gibt es hier mit Zed eine Art Bösewicht, der aber auf hollywood-unübliche Art am Schluss einfach verhaftet und nicht getötet wird. Zed ist auch nicht von Grund auf böse, sondern nur „wild“.

## Personen
Siehe auch: Wiederkehrende Figuren in Police Academy
Für die weitere Entwicklung der Reihe, insbesondere für die nachfolgenden beiden Filme, hat dieser Film große Bedeutung. So werden einige Figuren eingeführt, die weiterhin eine wichtige Rolle spielen:
- Zed und Sweetchuck: Die beiden sind hier zwar noch Kontrahenten, kommen aber als ungleiches Paar zu einer zentralen Rolle in den beiden folgenden Filmen.
- Die Familie Kirkland mit ihren vier Mitgliedern Kathleen, Bud, Max und Mrs. Kirkland ist ebenso ein fester Bestandteil der Serie bis zum vierten Film, wenn auch nur in Nebenrollen. Max kommt nochmals im sechsten Film kurz vor.
- Mauser: Zwar taucht er nur in diesem und im dritten Film auf, verkörpert dort aber jeweils die zentrale Rolle des Gegenspielers innerhalb der Polizei.
- Proctor: Als vertrottelter Assistent von Mauser bzw. Harris ist er eine wichtige Figur in diesem und allen folgenden Filmen mit Ausnahme des siebten Films zu sehen.

Abgesehen von den in mehreren Filmen vorkommenden Figuren sind in diesem Film zu sehen:
- Captain Peter Lassard (Howard Hesseman): Er ist der jüngere Bruder von Eric Lassard und Leiter des Polizeireviers im 16. Bezirk.
- Vinnie Schtulman (Peter van Norden): Der Partner von Mahoney ist zwar sympathisch, aber hat einen äußerst unhygienischen Lebensstil. Seine Wohnung ist dreckig und er isst auch schon einmal weggeworfene Schokoriegel aus öffentlichen Mülleimern oder Müsli aus Schüsseln, die seine Katze zuvor als Toilette benutzt hat. Er hat einen großen Hund.
- Officer Dooley (Ed Herlihy): Er ist der Partner von Fackler und ein älterer Polizist, der zudem das Klischee des dicklichen, freundlichen, Donut essenden, aber ansonsten untätigen Polizisten verkörpert.
- Officer Sistrunk (Sandy Ward): Älterer Polizist und Partner von Jones. Er hat eine recht resolute Verhaltensweise und weist Jones als erstes an, dass er weder denken noch reden soll.
- Die Gang von Zed: Ungefähr 15 Punks, die mit Zed den Bezirk unsicher machen. Die Gangmitglieder Mojo (Christopher Jackson) und Flaco (Church Ortiz) führen Mahoney zum Versteck der Bande. Daneben sind noch einige weitere Mitglieder zu sehen.

## Trivia
- Zwei Kinder des Regisseurs Jerry Paris spielen in dem Film mit: seine Tochter Julie Paris spielt eine Kassiererin, und sein Sohn Andrew Paris kommt als Bud Kirkland in diesem und den beiden folgenden Filmen vor.
- Donovan Scott (Leslie Barbara) lehnte eine Rückkehr für den zweiten Teil ab.
- Kim Cattrall (Karen Thompson) war nicht dabei, weil sie von den Produzenten nicht für die Fortsetzung angefragt wurde. Sie hatte bereits zuvor deutlich gemacht, dass sie kein weiteres Interesse an der Reihe hatte und die Produzenten haben dies respektiert.
- Bemerkenswert ist auch, dass dies der einzige Film der Serie ist, in dem Leslie Easterbrook alias Debbie Callahan nicht mitspielt. Obwohl G. W. Bailey alias Thaddeus Harris ebenfalls nicht auftaucht, weil er zu jener Zeit einen anderen Film mit dem Regisseur des ersten Films, Hugh Wilson, drehte, war er dennoch bei einem Drehtag anwesend und ist kurz in Zivilkleidung in der Abschlussszene zu sehen.
- Auf dem offiziellen Poster zum Film findet sich eine blonde Polizistin, die jedoch gar nicht auftaucht und auch mit Debbie Callahan wenig Ähnlichkeit hat. Es handelt sich dabei um einen Scherz der Produzenten.
- Am Ende der Heiratsszene ist ein Monstertruck zu sehen. Bei dem bereitgestellten Monstertruck handelt es sich um den BIGFOOT #3.

## Synchronisation
Die deutsche Synchronisation des Films übernahm Berliner Synchron GmbH Wenzel Lüdecke in Berlin, nach einem Dialogbuch und unter der Dialogregie von Arne Elsholtz. Christian Tramiz übernahm dabei eine Doppelrolle, indem er sowohl Proctor als auch Zed synchronisierte.
| Rolle                      | Schauspieler      | Synchronsprecher       |
| -------------------------- | ----------------- | ---------------------- |
| Officer Carey Mahoney      | Steve Guttenberg  | Arne Elsholtz          |
| Officer Larvell Jones      | Michael Winslow   | Ronald Nitschke        |
| Cpt. Mauser                | Art Metrano       | Joachim Kerzel         |
| Cpt. Pete Lassard          | Howard Hesseman   | Edgar Ott              |
| Lassard                    | George Gaynes     | Friedich W. Bauschulte |
| Officer Douglas Fackler    | Bruce Mahler      | Stefan Krause          |
| Officer Eugene Tackleberry | David Graf        | Michael Nowka          |
| Officer Kathleen Kirkland  | Colleen Camp      | Susanna Bonasewicz     |
| Officer Laverne Hook       | Marion Ramsey     | Philine Peters-Arnolds |
| Officer Moses Hightower    | Bubba Smith       | Michael Chevalier      |
| Stg. Proctor               | Lance Kinsey      | Christian Tramitz      |
| Sweetchuck                 | Tim Kazurinsky    | Dieter Kursawe         |
| Zed                        | Bobcat Goldthwait | Christian Tramitz      |

## Kritik
Der Film schwamm ein Jahr nach dem ersten Film noch auf dessen Erfolgswelle mit, so dass das Einspielergebnis mit 55 Millionen US-Dollar in den USA und 3,9 Millionen Kinobesuchern in Deutschland sehr gut ausfiel – er konnte sich hiermit unter den zehn besten Filmen des Jahres platzieren. In den Kritiken wird er zumeist als etwas schlechter angesehen als sein Vorgänger. In den Nutzerwertungen der IMDb erreicht er noch 5,8 von 10 möglichen Punkten (Stand: 30. Dezember 2019). Die professionellen Kritiker bei Rotten Tomatoes bewerten den Film mit 29 Prozent (Stand: 30. Dezember 2019).
Beides gehört zu den besseren Platzierungen der Serie – allerdings erreicht der dritte Film bei Rotten Tomatoes eine deutlich bessere Wertung.

„Eine Nummernrevue einfältiger Gags, in der die wenigen guten Einfälle hoffnungslos untergehen.“